# Józef Madeja-Nosek
Józef Madeja-Nosek (ur. 11 czerwca 1907 roku w Rozbarku, dziś dzielnica Bytomia, zm. 3 lutego 1971 roku w Aylesbury w Anglii) – polski ksiądz, kapelan, duszpasterz Polonii francuskiej i angielskiej.

## Życiorys
Józef Madeja urodził się w wielodzietnej rodzinie Jana i Józefy z domu Kowolik. Ukończył gimnazjum w Bytomiu. Od 1928 roku studiował teologię m.in. na Uniwersytecie Wrocławskim. W 1933 roku został wyświęcony we Wrocławiu. W latach 1933–1937 był wikariuszem w parafii p.w. św. Andrzeja w Zabrzu. W dniu 6 marca 1937 r. mianowano księdza wikarego Józefa Madeja na lokalistę z tytułem kuratusa nowo powstającej parafii św. Macieja w Maciejowie. Założył Bractwo Matek, chór kościelny i Sodalicję Mariańską młodzieży. 15 stycznia 1939 r. ksiądz Madeja wystąpił ostatni raz w tym kościele. Po otrzymaniu przez władze niemieckie nakazu wysiedlenia i zakazu osiedlenia się w prowincjach zamieszkałych przez Polaków ks. Madeja schronił się po drugiej stronie granicy. W połowie lutego 1939 r. kuria katowicka powierzyła mu funkcję wikariusza kooperatora w parafii NMP w Piekarach Śląskich. Na początku marca 1939 roku otrzymał zgodę na przyjęcie obywatelstwa polskiego. 31 sierpnia kuria katowicka poparła jego prośbę o przyjęcie do wojskowej służby duszpasterskiej.
Po kampanii wrześniowej znalazł się we Francji, gdzie został kapelanem 1 Pułku Grenadierów Warszawy wchodzącym w skład 1 Dywizji Grenadierów Polskich pierwszej jednostce powstałej po wrześniu 1939 r. poza granicami kraju. Po bitwie pod Lagarde rozkazem dziennym gen. bryg. Ducha nr 99 z czerwca 1940 r. za męstwo i odwagę został odznaczony razem z innymi żołnierzami polskimi Krzyżem Walecznych (po raz pierwszy) i francuskim Croix de Guerre. Odznaczenie francuskie zostało przyznane również przez gen. bryg. Ducha na podstawie uprawnień przyznanych mu przez Dowódcę XX korpusu Francuskiego. 22 czerwca 1940 r. dostał się do niewoli niemieckiej i przebywał w Oflagu XVII A w pobliżu miasta Edelbach w północnej Austrii. Ksiądz Józef Madeja jako uciekinier ze Śląska Opolskiego był poszukiwany przez gestapo i dlatego przy rejestracji jeńców w Oflagu ks. kapitan podał zmienione nazwisko Nosek.
Po wyzwoleniu pełnił początkowo funkcję duszpasterza Polonii francuskiej a od 1948 roku angielskiej. W 1949 r. ks. kapelan kapitan Józef Madeja przyjechał do Hodgemoor w Bukinghamshire niedaleko Londynu i jako proboszcz rozpoczął organizowanie polskiej parafii przy obozie wojskowym. W następnych latach po opuszczeniu obozów wojskowych Polacy ze względu na możliwość pracy zaczęli osiedlać się m.in. w Aylesbury. W tym mieście w 1969 roku proboszczem zostaje ks. Józef Madeja i z jego inicjatywy w kościele angielskim p.w. św. Józefa odbywały się Msze Święte w języku polskim oraz powstał ołtarz z obrazem Matki Boskiej Częstochowskiej, który w 1970 roku poświęcił ks. bp. Szczepan Wesoły. Zmarł 3 lutego 1971 roku w szpitalu Stoke Mandeville w Aylesbury. Jego doczesne szczątki spoczywają na cmentarzu w Great Missenden przy kościele św. Piotra i Pawła. Na jego nagrobku znajduje się napis "Wędrowniku przechodząc obok. Ogłoś światu, że widziałeś nas spoczywających tutaj. Jak nakazywało Prawo".